# 토리 켈리
토리 켈리(Tori Kelly, 1992년 12월 14일 ~ )는 미국의 싱어송라이터이다.

## 출연 작품
- 씽 (2016) - 미나(코끼리) 목소리

## 음반 목록
- Unbreakable Smile (2015)
- Hiding Place (2018)
- Inspired By True Events (2019)
- A Tori Kelly Christmas (2020)